# Tyrańczyk brazylijski
Tyrańczyk brazylijski (Phylloscartes beckeri) – gatunek małego ptaka z rodziny muchotyranikowatych (Pipromorphidae). Opisany po raz pierwszy w 1995 roku. Występuje endemicznie we wschodniej Brazylii. Zagrożony wyginięciem.

## Taksonomia
Gatunek opisali Luiz Pedreira Gonzaga oraz José Fernando Pacheco w roku 1995 na łamach Bulletin of the British Ornithologists’ Club. Holotyp, będący samcem, zebrano 7 km na południowy wschód od miasta Boa Nova w stanie Bahia w Brazylii, na wysokości 1000 m n.p.m. Dostarczony został do Museum of Zoology of the University of São Paulo. Data zebrania to 6 września 1992, w trakcie pierwszej wyprawy. Nie był to jedyny okaz, zebrano też 3 paratypy, samicę i dwa samce.
Nie wyróżnia się podgatunków.

## Morfologia
Opis dotyczy holotypu. Wierzch ciała oliwkowozielony, pióra na wierzchu głowy szare wewnątrz. Pióra na wierzchu ciała u nasady szare. Pióra za okiem posiadają wzdłuż kremowe paski. Wąska obrączka oczna oraz pióra nad kantarkiem płowe. Przez oczy przechodzą wąskie szare pasy. Pokrywy uszne ciemnożółte z brązowymi zakończeniami. Broda biaława. Gardło i pierś brudnobiałe z siarkowym cętkowaniem. Środek brzucha oraz okolice kloaki jasnosiarkowe. Boki ciała i boki piersi z oliwkowym odcieniem. Lotki o barwie sepii (czerwonobrązowe), na zewnętrznych chorągiewkach obrzeżone oliwkowozielono. Sterówki brązowe (odcień Van Dyke Brown), ich zewnętrzne chorągiewki żółtawo obrzeżone, zakończenia białawe. Tęczówki brązowe. Dziób brązowy, jednak ⅔ dolnej szczęki perłowe. Język i kąciki dzioba pomarańczowe.

### Wymiary
Wymiary podane dla czterech zmierzonych osobników w milimetrach. Długość dzioba mierzona jest wzdłuż górnej krawędzi oraz od nasady.
| Okaz    | Płeć | Skrzydło | Ogon | Dziób | Skok | Całkowita długość | Masa ciała (g) |
| ------- | ---- | -------- | ---- | ----- | ---- | ----------------- | -------------- |
| Holotyp | ♂    | 54/53    | 52   | 7/12  | 18   | 120               | 8,5            |
| Paratyp | ♀    | 50/48    | 46   | 7/12  | 18   | 115               | 7,5            |
| Paratyp | ♂    | 55/54    | 51   | 7/12  | 19   | 120               | 8,5            |
| Paratyp | ♂    | 54/52    | 51   | 7/12  | 19   | 120               | 9              |

## Zasięg występowania
Tyrańczyk brazylijski jest endemitem wschodniej Brazylii. Według BirdLife International całkowity zasięg występowania wynosi 1500 km² i obejmuje 7 znanych stanowisk w stanie Bahia oraz dwa stanowiska w północno-wschodniej części stanu Minas Gerais. Holotyp jak i paratypy odnaleziono w południowej części stanu Bahia, w wilgotnym górskim lesie na wysokości około 900–1100 m n.p.m., poprzedzielanym strumieniami.

## Behawior
Żaden z czterech zebranych okazów nie był w trakcie pierzenia. Osobniki tyrańczyka brazylijskiego obserwowane były w trakcie żerowania na wysokości 6–12 metrów nad ziemią. Żerowały parami lub w grupach do 4 osobników (przypuszczalnie grupach rodzinnych), w wielogatunkowych stadach. W zbadanych żołądkach odnaleziono chrząszcze (Coleoptera) (75%; w tym oznaczono ryjkowcowate, Curculionidae), muchówki (Diptera) (oznaczono krótkorogie, Brachycera), motyle (Lepitoptera), pluskwiaki (Hemiptera) oraz skorki (Dermaptera). Obserwowane osobniki często odzywały się krótkim tik, niewyróżniającym się zbytnio; pieśń jest miękkim świergotem.
Zauważono charakterystyczne dla rodzaju kiwanie ogonem.

## Status, zagrożenia
Przez IUCN gatunek klasyfikowany jako zagrożony wyginięciem (EN, Endangered) nieprzerwanie od 2000 roku. Populacja szacowana jest na co najmniej 2500 dorosłych osobników. Środowisko jest zagrożone wskutek wycinki lasów na pastwiska oraz inne tereny rolnicze. Odnotowano gatunek w Parku Narodowym Chapada Diamantina oraz rezerwacie Serra Bonita Private Reserve, jednakże nie podejmuje się działań ochronnych nakierowanych na ten gatunek. W PN Chapada Diamantina zdarza się nielegalne wypalanie drzew celem uzyskania węgla drzewnego oraz ich wycinka. Spotykany również w Parku Narodowym Boa Nova.